# 28572 Salebreton
28572 Salebreton este o planetă minoră (asteroid) din centura de asteroizi. A fost descoperită pe 5 martie 2000 la Experimental Test Site⁠(d) de Lincoln Near-Earth Asteroid Research. 
Obiectul prezintă o orbită caracterizată de o semiaxă mare de 2,4430345 UAi, o excentricitate de 0,16, o înclinație de 5,372 ° în raport cu ecliptica.